# Quest Kodiak

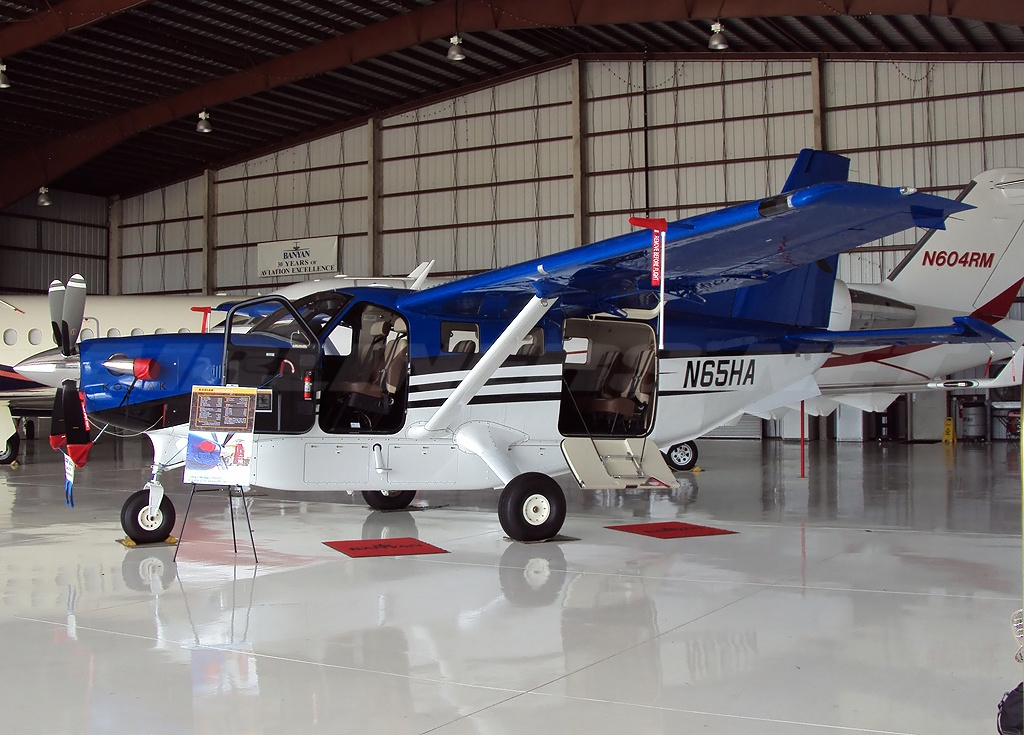
Kodiak dans un hangar avec les portes gauches ouvertes

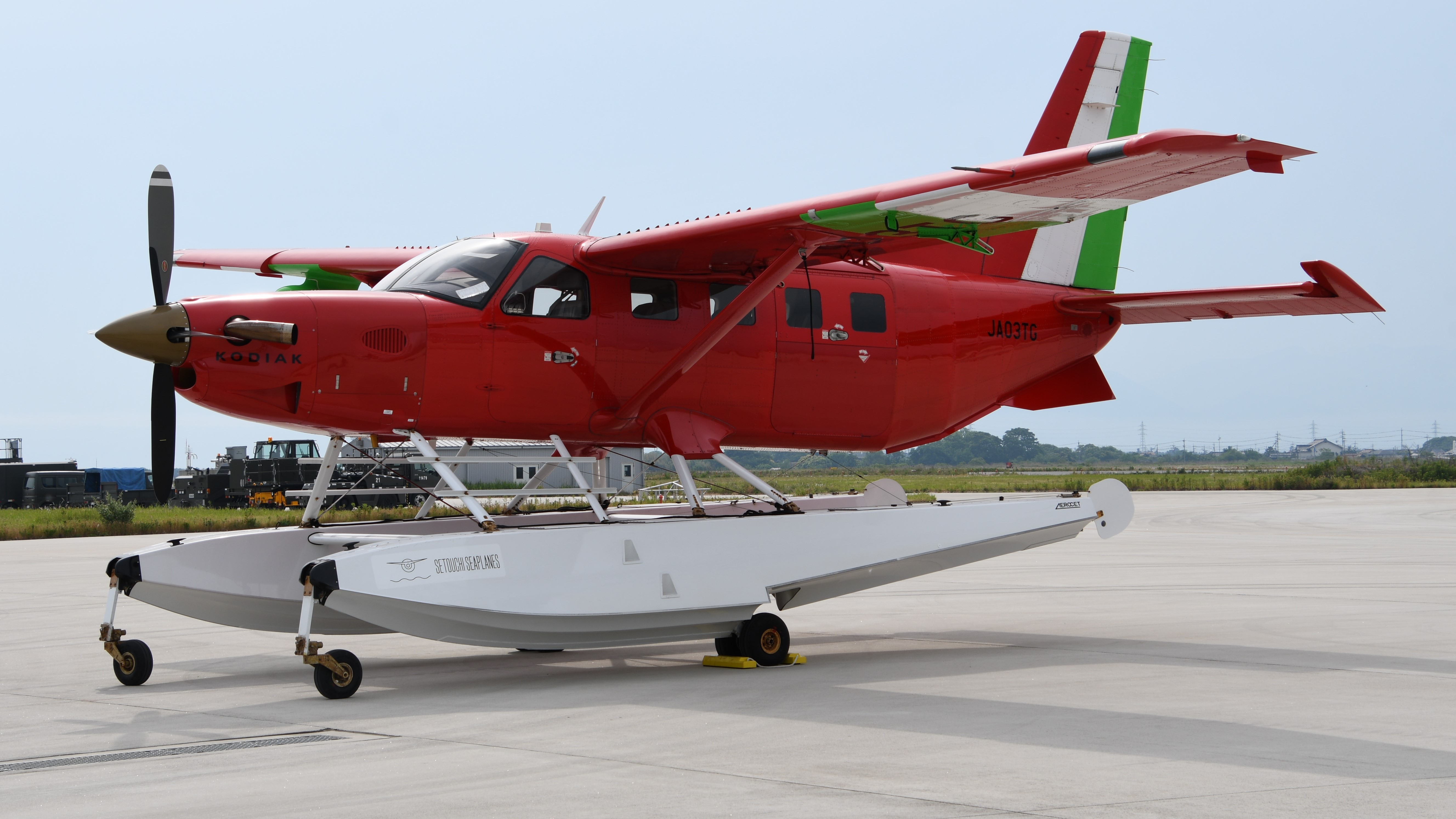
L'ala Rossa, un Quest Kodiak de la compagnie japonaise dont le design, réalisé par Hayao Miyazaki, s'inspire de celui de l'avion piloté par Porco Rosso dans le film éponyme.

Le Kodiak est un avion utilitaire américain conçu et construit par Quest Aircraft (maintenant Daher). Ce turbopropulseur monomoteur à aile haute et non pressurisé à train d'atterrissage tricycle fixe et convient aux opérations ADAC à partir d'aérodromes non améliorés. 
La conception a commencé en 1999, avec un premier vol le 16 octobre 2004 et certifiée le 31 mai 2007 avant la première livraison en janvier 2008. En 2018, Quest fête la 250e livraison. 
La société Quest a été achetée par Daher en 2019. 

## Développement
La conception a commencé en 1999, tandis que l'organisation de l'entreprise était en cours de finalisation.  L'avion a été certifié par la FAA le 31 mai 2007. 
En juin 2010, la société Wipaire (en) a obtenu une certification de type supplémentaire autorisant l'installation de flotteurs Wipline 7000 sur Kodiaks. En novembre de la même année, le Kodiak a également été certifié pour le vol dans le givrage connu grâce au système TKS de la société américaine CAV qui protège les surfaces à risque avec du glycol.
En 2014, une nouvelle finition intérieur Summit rend l’appareil apte à une utilisation par une clientèle fortunée.
En avril 2017, le Kodiak a reçu son certificat de type de l' Agence européenne de la sécurité aérienne.
En mai 2018, le fabricant a dévoilé la série II, au prix de 2,15 millions de dollars. Les principales différences sont les suivantes :
Cellule
- Amélioration de l'escalier de la porte passager
- Ajout d'un arrêt de porte aux deux portes avant
- Jointure fuselage-aile amélioré
- Ajout d'un point de ravitaillement par pression sous l'aile.
- Nouvelles livrées

Avionique
- Instruments de secours mécanique remplacé par un seul instrument LCD de secours
- Nouveau Garmin G1000 NXi avec trois grands écrans multifonction avec évitement d'obstacles, radar météo, avec centrage numérique et approche au pilote automatique en VFR.

En 2019, l'avionneur français Daher rachète Quest Aircraft. La chaîne d'assemblage final reste aux États-Unis.

## Conception
L'appareil peut accueillir 8 passagers et 2 pilotes. Ses performances ADAC proviennent d'un bord d'attaque discontinu fixe et de son turbopropulseur Pratt & Whitney Canada PT6A-34 de 750 cv (560 kW). 
Les huit sièges passagers sont montés sur rail et amovibles. Les deux pilotes ont leur propre porte, et le hayon sur le flanc gauche intègre des marches. 
Le fuselage du Kodiak est entièrement conçu en aluminium, ce qui permet des réparations hors aéroport en cas de besoin. 
La porte principale, sur le flanc gauche du fuselage, se présente sous forme de hayon à deux battants. Ses dimensions (137 × 145 cm) permettent le chargement de palettes standard (norme EU et norme US). 
Des flotteurs en fibre de carbone, commercialisés par l'entreprise Aerocet, permettent l'utilisation amphibie du Kodiak dans des vagues de 50 cm. Ils ajoutent seulement 180 kg (320 kg avec les roues en option) à l'avion, soit 170 kg de moins que des flotteurs équivalents en aluminium. 
Le Kodiak est plus gros que le DHC-2 Beaver, mais plus petit que le DHC-3 Otter ou Cessna Caravan . Il a plus de puissance que les anciens De Havilland et décolle plus court que le Cessna.

## Histoire opérationnelle
Le premier Kodiak a été livré à Spirit Air en janvier 2008. En septembre 2013, 100 Kodiak avaient été construits et le 100e avion avait été livré à l'exploitant américain Sunstate Aviation. Le Kodiak a été conçu pour être utilisé par les sociétés missionnaires et plusieurs appareils ont été livrés à des organisations telles que Mission Aviation Fellowship et JAARS. Certains Kodiak construits ont été produits dans le cadre du programme Quest Mission Team (QMT) de Quest Aircraft. Le programme QMT vise à vendre un des 11 Kodiak construits à une organisation de mission à prix coûtant. 
Le 200e avion a été livré en décembre 2016 pour une production annuelle record de 36 Kodiak, tandis que le site de production a été agrandi de 25% en septembre de la même année pour répondre à la demande croissante. Le 250e a été livré en 2018, alors que le plus vieil avion dépasse les 5000 heures. 

## Variantes

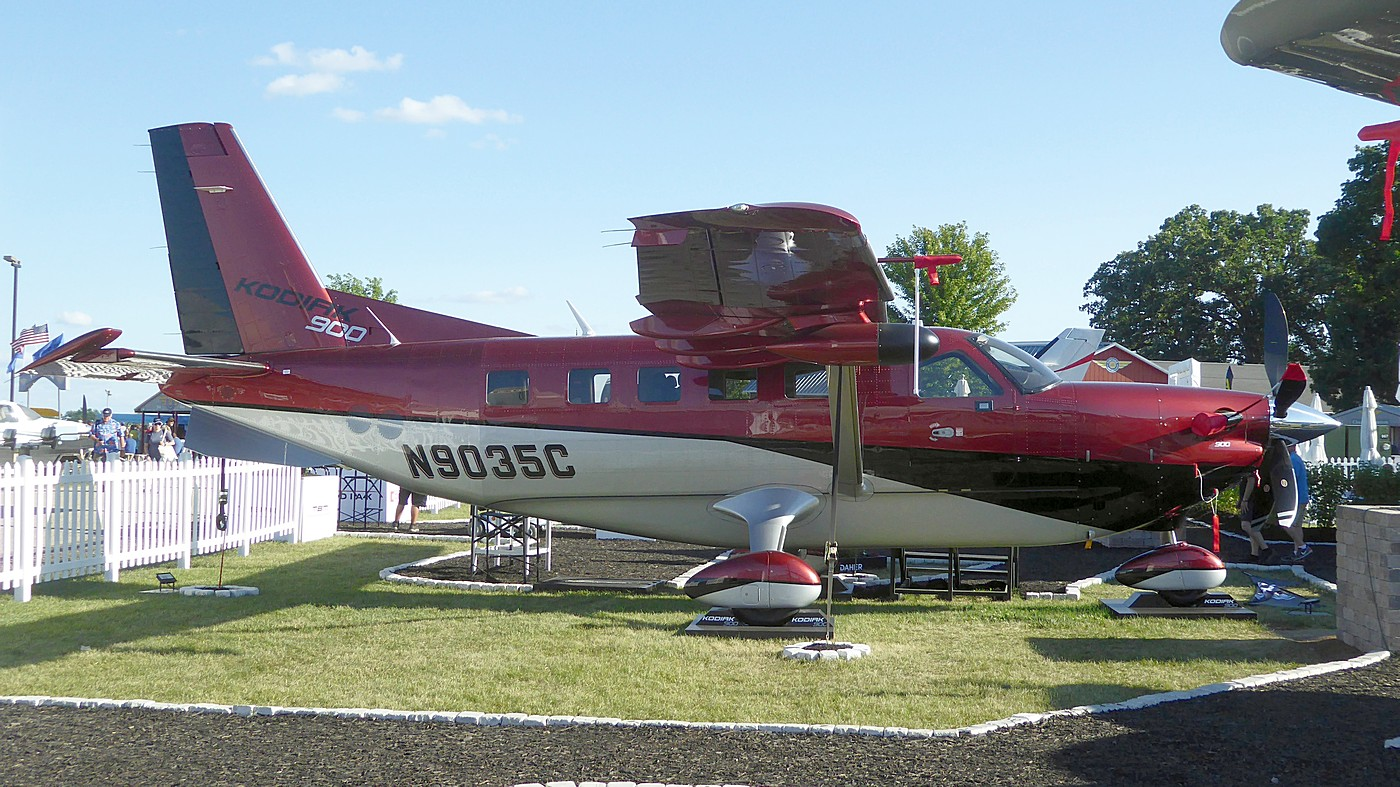
Kodiak 900

Kodiak 100
Modèle de base, doté d'un moteur PT6A-34 de 750 ch, certifié FAA le 31 mai 2007.
Kodiak 100 série II
Modèle introduit en mai 2018, intégrant des améliorations, notamment une avionique Garmin G1000 NXi, un dispositif de connexion pour tablette Flight Stream 510, un indicateur d'angle d'attaque et un groupe de quatre instruments de secours numérique.
Kodiak 100 série III
Modèle introduit en mars 2021, avec une avionique améliorée et une version "Executive Edition".
Kodiak 900
Version allongée présentée en 2022, dotée d'un moteur PT6A-140A de 900 ch.
Air Claw
Une modification pour la surveillance par Northrop Grumman avec un capteur Star Saphire des systèmes FLIR et un système de surveillance de zone étendue Hawkeye.
Kodiak 100 NG
Avec une nouvelle hélice cinq pales. Première livraison le 17 juillet 2023.

## Opérateurs
La plus grosse commande a été annoncée le 15 novembre 2016 pour 20 appareils pour Sky Trek, basée à Tokyo. 
En novembre 2017, 220 Quest Kodiaks volent dans le monde entier comme transport, pour le parachutisme, ou comme avion d'affaires.
L'entreprise Indienne SpiceJet a l'intention d'acheter 100 Kodiak amphibies, un contrat de 400 millions de dollars. Il a sollicité le soutien financier de Narendra Modi dans le cadre du programme national d'expansion de l'aviation UDAN (Ude Desh Ka Aam Naagrik, Let Every Person Fly) pour connecter sa population par voie aérienne, malgré des infrastructures limitées. Comme seulement 3 % des Indiens voyagent par avion, on espère que le Kodiak stimulera les voyages en avion en opérant à partir de pistes non améliorées et de voies navigables en version amphibie.
Le 22 janvier 2021, Daher a livré le premier Kodiak 100 immatriculé en France à l'entreprise de travail aérien Heli-Béarn . 

## Accidents
En octobre 2018, 16 accidents et incidents de Kodiak avaient été signalés dans la base de données du Réseau de la sécurité aérienne, dont cinq de l’appareil et trois accidents faisant cinq morts. 

## Voir également

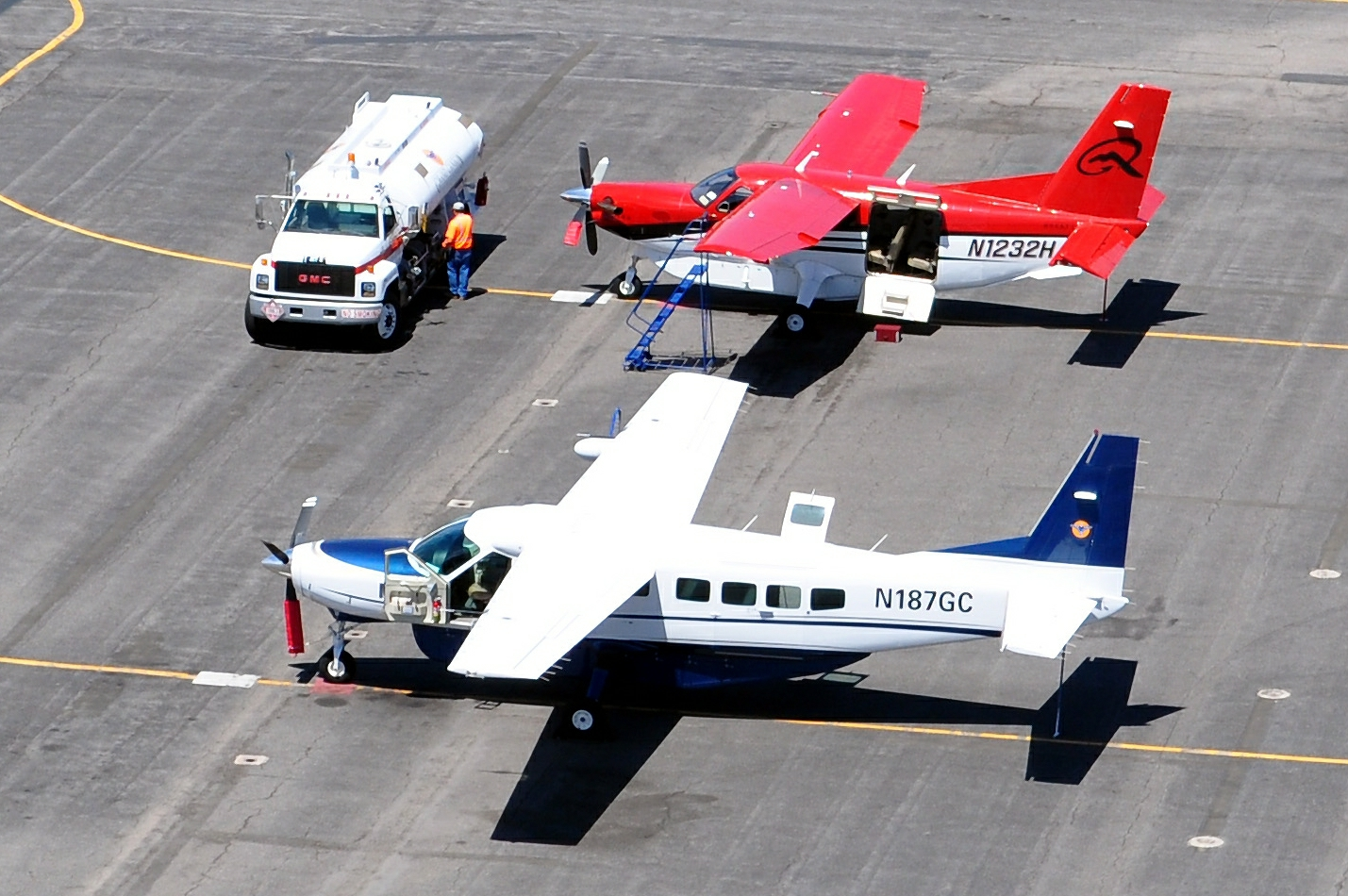
Un Quest Kodiak (arrière-plan) aux côtés d'un Cessna Grand Caravan sur une aire de stationnement d'aéroport

Aéronefs comparables
- Cessna 208 Caravan
- GippsAero GA10
- PAC 750XL